# Daren Kagasoff
Daren Kagasoff (Encino, 16 settembre 1987) è un attore statunitense.
È conosciuto per aver interpretato il ruolo di Ricky Underwood nella serie televisiva La vita segreta di una teenager americana, andata in onda su ABC Family.

## Biografia
Nato e cresciuto a Encino in California, Kagasoff è il secondo di tre fratelli. Ha intrapreso la carriera di attore durante gli studi alla San Francisco State University. Dopo aver preso lezioni di teatro, è stato scelto per interpretare uno dei personaggi principali della serie televisiva La vita segreta di una teenager americana. Il 24 febbraio 2013 è stato annunciato che Kagasoff avrebbe recitato tra i personaggi principali di una serie televisiva della Fox intitolata Delirium e tratta dal romanzo di Lauren Oliver, ma l'8 maggio l'emittente ha dichiarato che non avrebbe dato seguito all'episodio pilota.

## Vita privata
È stato fidanzato con l'attrice Jacqueline MacInnes Wood, interprete della soap opera statunitense Beautiful. È sostenitore dei diritti LGBT e nel 2009 ha posato per la NOH8 Campaign.

## Filmografia

### Cinema
- Ouija, regia di Stiles White (2014)
- Sulle ali dell'onore (Devotion), regia di J. D. Dillard (2022)

### Televisione
- La vita segreta di una teenager americana (The Secret Life of the American Teenager) – serie TV, 121 episodi (2008-2013)
- Stalker – serie TV, episodio 1x01 (2014)
- Red Band Society – serie TV, 7 episodi (2014-2015)
- Paradise Pictures, episodio pilota scartato (2015)
- S.W.A.T. - serie TV, episodio 1x06 (2017)
- The Village - serie TV, 10 episodi (2019)

## Doppiatori italiani
Nelle versioni in italiano delle opere in cui ha recitato, Daren Kagasoff è stato doppiato da:
- Fabrizio De Flaviis in La vita segreta di una teenager americana
- Daniele Raffaeli in La vita segreta di una teenager americana (ep. 5x10-5x24)
- Daniele Giuliani in Red Band Society
- Gabriele Patriarca in Ouija
- Dimitri Winter in Sulle ali dell'onore

## Premi
Nel 2009 Kagasoff ha vinto ai Teen Choice Awards come "Choice Summer TV Star Male" ed è stato candidato come "Choice TV Breakout Star Male", per la sua interpretazione in La vita segreta di una teenager americana.